# Zębiełek wielkogłowy
Zębiełek wielkogłowy (Crocidura grandiceps) – gatunek owadożernego ssaka z rodziny ryjówkowatych (Soricidae). Występuje w Afryce Zachodniej – w Gwinei, Liberii, Wybrzeżu Kości Słoniowej, Ghanie, Beninie i Nigerii (na zachód od rzeki Niger, ale mogą pojawiać się również na wschód). Prawdopodobnie występuje też w Kamerunie i daleko na zachód od Sierra Leone. Zamieszkuje głównie pierwotne, wilgotne, nizinne lasy tropikalne. Holotyp został uwięziony w naturalnej, trawiastej polanie w lesie na wysokości 1800 m n.p.m.; paratypy zostały zebrane z gospodarstwa kakao. W Ghanie siedlisko tego gatunku składa się z małych, rozproszonych fragmentów lasu. Kariotyp wynosi 2n = 46, FN = 68. Ekologia słabo poznana. Populacja C. grandipes wydaje się rzadka. W Parku Narodowym Taï w Wybrzeżu Kości Słoniowej występuje prawdopodobnie największa populacja tego gatunku. W Czerwonej księdze gatunków zagrożonych Międzynarodowej Unii Ochrony Przyrody i Jej Zasobów był zaliczany do kategorii NT (podwyższonego ryzyka), ale w 2024 roku uznano go za gatunek najmniejszej troski ze względu na duży zasięg występowania i obecność na wielu obszarach chronionych. Głównymi zagrożeniami dla tego gatunku są dalsze niszczenie lasów, fragmentacja i degradacja ich siedlisk zwłaszcza w Ghanie i Nigerii.